# Rosbalt
Rosbalt är en rysk nyhetsbyrå med huvudkontor i Moskva, som grundades 2001 i Sankt Petersburg av Natalia S. Cherkova, född Chaplina 1958).
Rosbalts ägarföretag RS-Balt i Sankt Petersburg är sedan 2021 av det ryska justitieministeriet registrerat som utländskt massmedium som "utländsk agent".
Rosbalt bedömdes på 2010-talet ha goda förbindelser med ryska säkerhetstjänster. Dess grundare Natalia S. Cherkesova (född 1957) är gift med den tidigare generalen Viktor Cherkesov, som efter Sovjetunionens fall blev chef för Ryska federationens federala säkerhetstjänst (FSB) i Sankt Petersburg och senare promoverades av den tillträdande presidenten Vladimir Putin år 2000.